# PAL GroenLinks
PAL GroenLinks was tot 2021 de lokale afdeling van GroenLinks in Leeuwarden. De afdeling was een samenvoeging van Progressieve Aktie Leeuwarden (PAL) en GroenLinks. PAL werd in 1978 opgericht door leden van de PSP, PPR, CPN en de plaatselijke politieke groepering Axies (1970-1978). Na de oprichting van de politieke partij GroenLinks in 1990 door de samenvoeging van de partijen PSP, PPR, CPN en de EVP  werd de naam van de partij in 1992 veranderd in PAL GroenLinks.

## Axies
Axies werd in 1970 opgericht en deed in dat jaar voor het eerst mee aan de gemeenteraadsverkiezingen van Leeuwarden. De partij verzette zich tegen de gevestigde orde dat zij de "duffe jaren-vijftig-cultuur" noemden. Ze waren van mening dat de straat tot de politieke arena en niet het pluche in het stadhuis hoorde. Bij de verkiezingen in 1970 behaalde Axies twee zetels. Theo van Haaren en Rieneke Woudstra kwamen toen namens Axies in de raad. Nummer drie op de lijst Piet van der Wal verving Woudstra na anderhalf jaar. 
De reden om Axies op te richten had voornamelijk te maken met de wens van haar leden tot de oprichting van een jongerencentrum. Verder was er onder de aanhang onvrede over de gevestigde orde. Nadat Axies enkele jaren in de gemeenteraad had deelgenomen verweet dit deel van de achterban de raadsleden dan ook dat zij onderdeel van de gevestigde orde waren geworden.

## PAL
Aangezien politiek succes uitbleef ging Axies in 1978 samenwerken met de PSP. De naam werd veranderd in Progressieve Aktie Leeuwarden, afgekort tot PAL. Later sloten de PPR en CPN in Leeuwarden zich aan bij PAL. Zij behield na de samenvoeging en de daaropvolgende gemeenteraadsverkiezingen haar twee zetels. Bij de raadsverkiezingen van 1982 wist zij het aantal raadszetels te verdubbelen door vier zetels te behalen.
PAL zette zich onder andere in tegen plannen om wegen dwars door het centrum te laten lopen en tegen de sloop van wat PAL karakteristieke panden noemde. Ondanks de wil om aan het college van burgemeester en wethouders deel te nemen, bleef zij in de oppositie. In 1986 brak er onenigheid uit in de partij waarna de CPN niet langer samenwerkte met PAL. Tijdens de verkiezingen in datzelfde jaar verloor PAL haar tijdens de vorige verkiezingen behaalde restzetel en ging met drie zetels verder.
In 1988 verliet Piet van der Wal de raad om opgevolgd te worden door Gerard Heins.

## PAL GroenLinks
Nadat PPR, PSP, CPN en EVP in 1990 landelijk samengingen in de nieuwe politieke partij GroenLinks, werd in 1992 besloten PAL op te heffen. Omdat er leden waren die onafhankelijk wilden blijven van GroenLinks, werd de nieuwe afdeling in Leeuwarden en Leeuwarderadeel PAL GroenLinks genoemd. Dit hield in dat het lidmaatschap van GroenLinks niet noodzakelijk was om lid te zijn van PAL GroenLinks of aan de gemeenteraad deel te nemen. Anno 2011 maakte PAL GroenLinks met vijf zetels deel uit van de raad en zat zij met Isabelle Diks in het college van burgemeester en wethouders.
In oktober 2020 besloten de PAL-leden de vereniging op te heffen. De naam van PAL GroenLinks in de Leeuwarder gemeenteraad wijzigde per 1 januari 2021 in GroenLinks Leeuwarden.